# Lonchocarpus guillemineanus
Lonchocarpus guillemineanus är en ärtväxtart som först beskrevs av Louis René Tulasne, och fick sitt nu gällande namn av Gustaf Oskar Andersson Malme. Lonchocarpus guillemineanus ingår i släktet Lonchocarpus och familjen ärtväxter. Inga underarter finns listade i Catalogue of Life.